# Drag Me Down
Drag Me Down è un singolo del gruppo musicale britannico One Direction, pubblicato il 31 luglio 2015 come primo estratto dal loro quinto album in studio Made in the A.M..

## Descrizione
Il brano è stato scritto da Jamie Scott, John Ryan e Julian Bunetta. Si tratta del primo brano inciso come quartetto, dopo l'uscita di Zayn Malik dalla formazione, ed è caratterizzato da sonorità più pop rock rispetto ai brani contenuti nel precedente album Four, più soft, e con riff di chitarra richiamanti i The Police e in particolar modo Rude dei Magic!.

## Video musicale
Il video musicale, diretto da Ben e Gabe Turner (collaboratori del gruppo per il video di Steal My Girl) è stato pubblicato il 20 agosto 2015 attraverso il canale Vevo del gruppo. Girato presso gli uffici della sede centrale della NASA a Houston (Texas), il video mostra i quattro componenti del gruppo che si preparano per un lancio con un razzo nello spazio.

## Tracce
Testi e musiche di Julian Bunetta, Jamie Scott e John Ryan.
Download digitale
1. Drag Me Down – 3:12

CD singolo (Europa)
1. Drag Me Down – 3:12
2. Drag Me Down (Instrumental) – 3:12

## Classifiche
| Classifica (2015) | Posizione massima |
| ----------------- | ----------------- |
| Australia         | 1                 |
| Austria           | 1                 |
| Belgio (Fiandre)  | 5                 |
| Belgio (Vallonia) | 4                 |
| Canada            | 4                 |
| Danimarca         | 5                 |
| Finlandia         | 3                 |
| Francia           | 1                 |
| Germania          | 10                |
| Italia            | 4                 |
| Lussemburgo       | 3                 |
| Norvegia          | 20                |
| Nuova Zelanda     | 1                 |
| Paesi Bassi       | 5                 |
| Polonia           | 5                 |
| Portogallo        | 36                |
| Regno Unito       | 1                 |
| Repubblica Ceca   | 1                 |
| Slovacchia        | 1                 |
| Slovenia          | 36                |
| Spagna            | 2                 |
| Stati Uniti       | 3                 |
| Svezia            | 6                 |
| Svizzera          | 2                 |